# Portiere (professione)

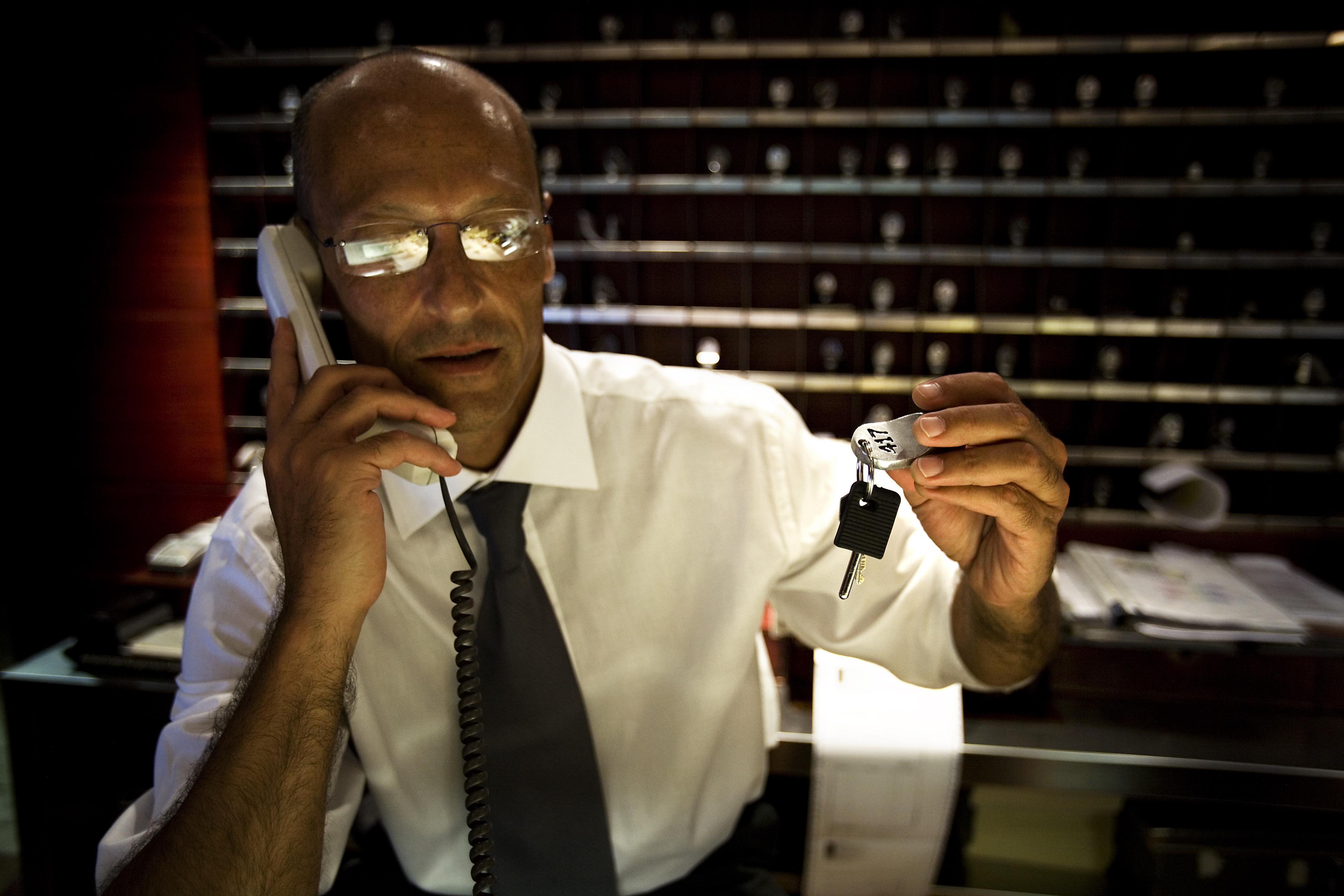
Concierge (portiere) in un hotel di Roma.

Un portiere o portinaio è un lavoratore che ha il compito di sorvegliare un immobile di natura residenziale, produttiva o terziaria.

## Compiti
Il portiere in genere deve accogliere i visitatori dell'immobile e fornire loro le informazioni richieste, ma spesso tra i suoi compiti è compresa qualche forma di manutenzione delle parti comuni dell'immobile che gli è affidato e la distribuzione della posta ai suoi occupanti. Altre mansioni dei portieri sono in genere la cura degli spazi verdi di pertinenza dell'immobile, la protezione dei locali con l'apertura e la chiusura delle porte d'accesso ad orari prefissati o la sorveglianza degli accessi, spesso con l'ausilio di apparecchiature audio/video. Il portiere ha in genere la disponibilità di un locale detto portineria, al quale è a volte annesso un piccolo appartamento dove il portiere può abitare permanentemente o temporaneamente.

## Origine del nome
Il termine portiere deriva dal francese portier, a sua volta dal latino medioevale portarius, mentre portinaio deriva direttamente dal latino medioevale portinarius o portonarius. In contesti religiosi un frate portinaio o una suora portinaia sono le persone alle quali è affidato il controllo degli accessi ad una comunità religiosa. Nell'accezione più ampia di guardiano di una porta, il termine veniva esteso andando a comprendere, ad esempio, i gabellieri che riscuotevano i dazi alle porte di ingresso delle città o le figure che sorvegliavano gli accessi del purgatorio o del paradiso (nel secondo caso San Pietro Apostolo).

## Nel mondo

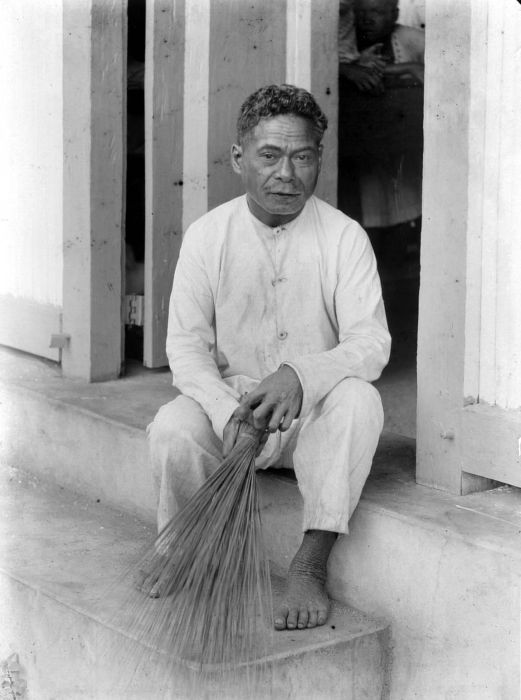
Portiere davanti a una scuola missionaria in Indonesia.

In molti paesi i rapporti tra il portiere e i propri datori di lavoro è regolato da contratti collettivi, che ne definiscono i compensi, gli orari di lavoro, le mansioni e le regole di scioglimento del contratto individuale.

### Italia
In Italia le condizioni lavorative dei portieri sono in genere regolamentate dal contratto collettivo nazionale di lavoro per i dipendenti da proprietari di fabbricati, che però non riguarda coloro che prestano servizio presso la stessa famiglia (considerati dalla legge lavoratori domestici) e i custodi di imprese industriali, commerciali o alberghiere. In tale documento gli addetti alla portineria vengono suddivisi in quattro diverse categorie professionali:
- portiere propriamente detto,
- impiegato,
- lavoratore addetto alla pulizia,
- assistente del portiere.

Oltre agli aspetti economici ed alle mansioni vengono anche definiti standard minimi dell'unità abitativa eventualmente assegnata al portiere, che, provvista necessariamente di energia elettrica, acqua e riscaldamento, rappresenta una retribuzione in natura. Tuttavia l'alloggio, che è costituito da almeno due stanze oltre alla guardiola, non è previsto per certi profili professionali, che hanno diritto comunque ai servizi igienici. Oltre al salario mensile e l'eventuale alloggio per i profili professionali che lo prevedono, vengono sancite diverse indennità, le regole per la sostituzione in periodi di assenza, le regole per la risoluzione e, se il contratto è a tempo pieno, il dovere di reperibilità.

### Svizzera
In Svizzera tramite un periodo di apprendistato di durata triennale si può ottenere la qualifica di agent(e) d'exploitation. Proseguendo la propria formazione per altri due anni e previo il superamento di alcuni esami si può anche ottenere il titolo di concierge avec brevet fédéral (portinaio con brevetto federale).

## Film sui portieri
- Parties communes, film di Aurélien Grèzes, Baiacedez Films, Clichy, 2010,
- Éloge des concierges, reportage di Liza Fanjeaux e Nicolas Le Ber, TF1, 2009